# Lý Gia Siêu
Lý Gia Siêu SBS, PDSM, PMSM (tên tiếng Anh: John Lee Ka-chiu; tiếng Trung giản thể: 李家超, bính âm Hán ngữ: Lǐ Jiā Chāo, sinh ngày 7 tháng 12 năm 1957) là cựu cảnh sát, chính trị gia nước Cộng hòa Nhân dân Trung Hoa. Ông là Đặc khu trưởng thứ sáu của Đặc khu hành chính Hồng Kông thuộc Cộng hoà Nhân dân Trung Hoa. Ông nguyên là Ty trưởng Ty Chính vụ; Chủ nhiệm Ủy ban Xét duyệt tư cách ứng cử viên; Cục trưởng, Phó Cục trưởng Cục Bảo an; Phó Sở trưởng Sở Cảnh sát Hồng Kông. Ông gia nhập Lực lượng Cảnh sát Hồng Kông từ năm 1977 khi 20 tuổi với tư cách là thanh tra thực tập sinh, được thăng chức dần là Thủ trưởng cơ quan Tình báo hình sự, đơn vị Thu thập tình báo, đơn vị Điều tra tội phạm khu vực Tây Cửu Long, đơn vị Chống ma túy. Năm 2012, ông được bổ nhiệm làm Phó Cục trưởng Cục Bảo an, kết thúc sự nghiệp hơn 30 năm trong lực lượng cảnh sát. Từ đây, ông chuyển sang sự nghiệp ở các vị trí lãnh đạo chính quyền, là Cục trưởng Cục An ninh, Ty trưởng Ty Chính vụ đầu tiên có xuất thân từ cảnh sát sau khi Hồng Kông được chuyển giao.
Vào ngày 6 tháng 4 năm 2022, Lý Gia Siêu tuyên bố từ chức Ty trưởng Ty Chính vụ, kết thúc 45 năm sự nghiệp công chức tại các cơ quan thuộc chính quyền Hồng Kông để tham gia cuộc bầu cử Đặc khu trưởng Hồng Kông – nhà lãnh đạo cao nhất của đặc khu, và là ứng cử viên duy nhất cho cuộc bầu cử. Ngày 8 tháng 5 năm 2022, ông nhận được 1.416 phiếu ủng hộ trong cuộc bầu cử và được bầu làm Đặc khu trưởng với tỷ lệ phiếu bầu là 99,16%, cao nhất trong lịch sử chính trị Hồng Kông.

## Xuất thân và giáo dục
Lý Gia Siêu sinh ngày 7 tháng 12 năm 1957 ở Hồng Kông thuộc Anh, quê quán ở Phiên Ngung, Quảng Đông (nay là quận Phiên Ngung, thủ phủ Quảng Châu, tỉnh Quảng Đông, Cộng hòa Nhân dân Trung Hoa), trong một gia đình trung lưu, mang quốc tịch Anh. Ông lớn lên ở Hồng Kông, theo học Trường Công Thương Ngũ Ấp (五邑工商总会学校) ở vùng Sham Shui Po (Thâm Thủy Bộ) khi học tiểu học, và trung học tại Cao đẳng Hoa Nhân Cửu Long (九龙华仁书院) của Dòng Tên, và ông theo Công giáo Roma. Ông theo học và tốt nghiệp Trung Thất sau 7 năm học ở Hoa Nhân Cửu Long năm 1977. Sau đó, những năm 2000, trong quá trình hoạt động sự nghiệp, ông được cơ quan mà mình công tác tài trợ và theo học cao học tại Đại học Charles Sturt ở New South Wales, Úc, nhận bằng Thạc sĩ Chính sách công và Hành chính. Năm 1997, khi Hồng Kông được chuyển về Trung Quốc, ông nhập quốc tịch Trung Quốc, chính thức thôi quốc tịch Anh và chỉ mang một quốc tịch Trung Quốc từ tháng 8 năm 2012.

## Sự nghiệp

### Cảnh sát Hồng Kông
Năm 1977, sau khi tốt nghiệp Hoa Nhân Cửu Long, Lý Gia Siêu trúng tuyển Cảnh sát Hoàng gia Hồng Kông (皇家香港警察) và gia nhập Lực lượng Cảnh sát Hồng Kông với vị trí là thanh tra thực tập sinh. Ông công tác liên tục ở cơ quan này, trở thành Chánh thanh tra năm 1997. Trong sự nghiệp cảnh sát, ông đã phục vụ trong nhiều đơn vị khác nhau như trinh sát và tình báo, và từng là thủ trưởng của các bộ phận như đơn vị tình báo của Cục Tình báo Hình sự, đơn vị tội phạm và tình báo của khu vực Tây Cửu Long, đơn vị điều tra ma tuý, có nhiều kinh nghiệm trong lĩnh vực trinh sát, phá án. Ông lãnh đạo đơn vị điều tra tội phạm có tổ chức, đã phá vụ án thuốc lắc của Liễu Ký Hào năm 1994 và vụ án chất nổ 800 kg của Mã Thảo Lũng năm 1998.
Năm 2002, Lý Gia Siêu được biệt phái tới Cục Bảo an Hồng Kông, nghiên cứu các vấn đề như pháp luật về tội phạm công nghệ cao, sau đó trở về nhậm chức thủ trưởng cơ quan điều tra nội bộ của lực lượng cảnh sát. Năm 2003, ông được giới thiệu đi học tại Học viện Vệ quốc Hoàng gia ở Luân Đôn, Anh, trở về Hồng Kông trong cùng năm và được thăng chức Trợ lý Sở trưởng Cảnh vũ Hồng Kông, giữ chức vụ Chỉ huy trưởng Tây Cửu Long. Vào tháng 7 năm 2005, ông được bổ nhiệm làm Thủ trưởng cơ quan Hình sự, chỉ đạo và chịu trách nhiệm điều tra vụ án Từ Bộ Cao. Vào tháng 1 năm 2007, ông được thăng chức Trợ lý cao cấp của Sở trưởng với tư cách là Thủ trưởng cơ quan Hình sự và Bảo an. Vào tháng 3 năm 2010, Lý Gia Siêu được bổ nhiệm làm Phó Sở trưởng Lực lượng Cảnh sát Hồng Hông, nhận Huân chương Vinh dự và Huân chương Trác việt của Cảnh sát Hồng Kông. Trong nhiệm kỳ Phó Sở trưởng của ông, các Sở trưởng là Đặng Cánh Thành và Tăng Vĩ Hùng, và ban đầu ông dự kiến nghỉ hưu vào năm 2014. Năm 2012, Lý Gia Siêu được bổ nhiệm làm Phó Cục trưởng Cục Bảo an Hồng Kông và từ chức ở Lực lượng Cảnh sát.

### An ninh Hồng Kông

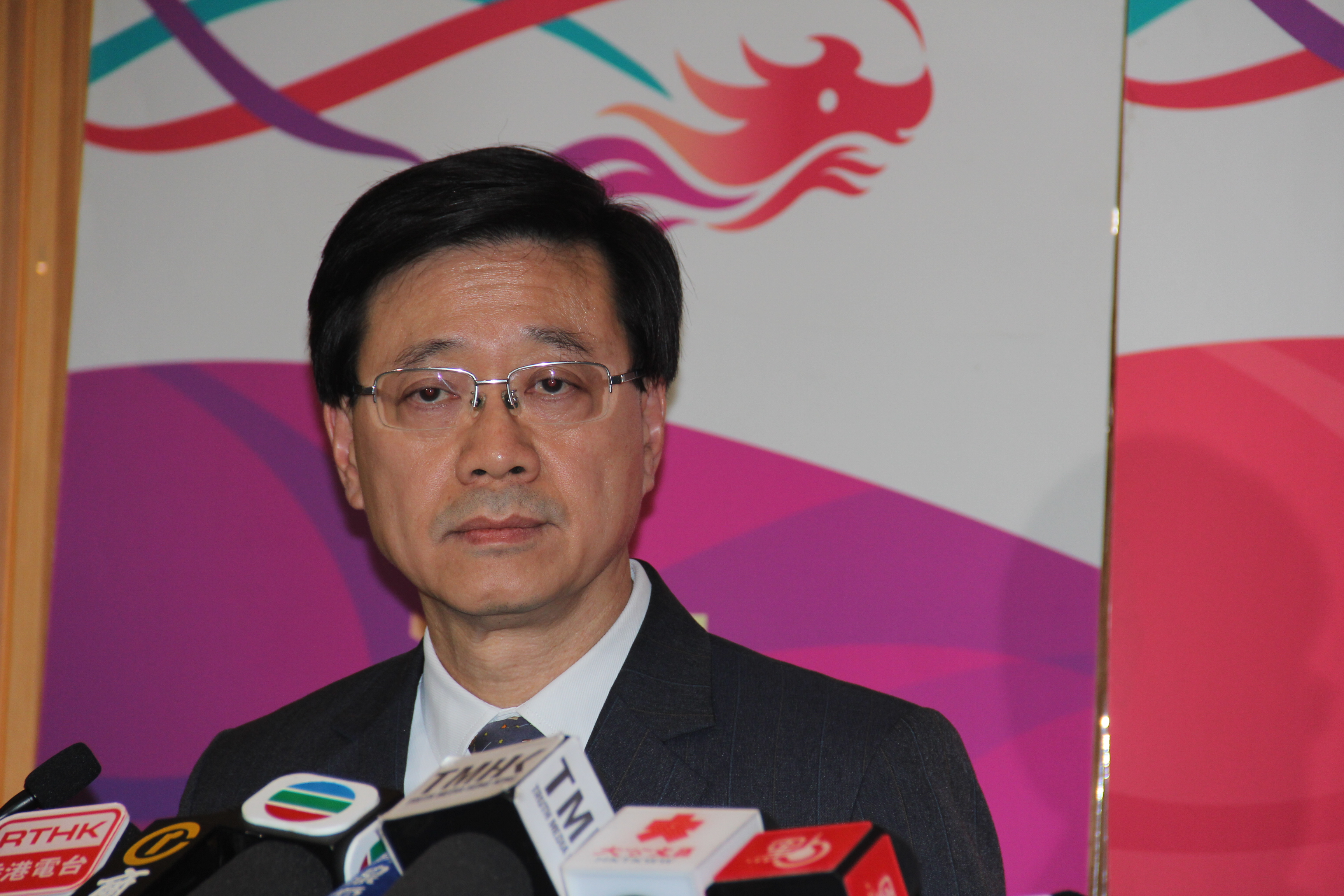
Cục trưởng Cục Bảo an Lý Gia Siêu phát biểu năm 2019.

Năm 2012, sau khi được được Cục trưởng Cục Bảo an giới thiệu, Lý Gia Siêu được Trưởng quan bổ nhiệm làm Phó Cục trưởng Cục Bảo an vào ngày 12 tháng 9 cùng năm, nhậm chức vào ngày 1 tháng 10. Cùng ngày, ông nộp đơn từ chức cho Lực lượng Cảnh sát Hồng Kông, và giữ chức cho đến ngày 30 tháng 9 cùng năm. Ông bày tỏ thông qua đơn vị quan hệ công chúng rằng ông rất vui mừng được bổ nhiệm làm Phó Cục trưởng Cục Bảo an, ông hiểu rằng cơ quan phải giải quyết các vấn đề sâu rộng như xây dựng chính sách và sử dụng nguồn lực an ninh đặc khu. Vào tháng 6 năm 2014, Hội đồng Lập pháp Hồng Kông thảo luận về nguồn vốn sơ bộ cho Kế hoạch phát triển khu vực mới ở Đông Bắc Hồng Kông, một cuộc biểu tình đã diễn ra ở trụ sở Hội đồng Lập pháp. Lý Gia Siêu đã phối hợp Lực lượng Cảnh sát thực hiện các biện pháp nhằm đảm bảo trật tự trong cuộc diễu hành, nhấn mạnh rằng bản thân cũng như cơ quan chức năng không "giả vờ là một người biểu tình" khi bị truyền thông cáo buộc.
Vào ngày 21 tháng 6 năm 2017, Lý Gia Siêu được Quốc vụ viện Trung Quốc bổ nhiệm làm Cục trưởng Cục Bảo an Hồng Kông. Ông trở thành cảnh sát đầu tiên nhậm chức Cục trưởng Cục Bảo an, và cũng phá vỡ truyền thống người lãnh đạo vị trí này, trước đây đều là Sở trưởng Sở Di trú đảm nhiệm. Vào tháng 12 năm 2018, ông dẫn đầu một phái đoàn đến Tân Cương để kiểm tra các cơ sở chống khủng bố, bao gồm cả trung tâm huấn luyện chiến thuật chống khủng bố địa phương. Sau khi thị sát, ông cho rằng kinh nghiệm chống khủng bố ở Tân Cương đáng để Hồng Kông tham khảo, đồng thời cho rằng các nghị sĩ Hồng Kông không hài lòng với tình hình địa phương không nên nghe theo kiểu phiến diện. Trong biểu tình tại Hồng Kông 2019–20, xuất hiện tranh cãi đề cập tới hành động và phương pháp xử lý vụ việc, cụ thể là việc bắt giữ của cảnh sát Hồng Kông. Tại cuộc gặp với giới truyền thông vào ngày 12 tháng 8 năm 2019, Lý Gia Siêu đã so sánh cảnh sát Hồng Kông với cảnh sát nước ngoài, chỉ ra rằng cảnh sát Hồng Kông đã khá kiềm chế nghiệp vụ, Hồng Kông không thể duy trì pháp luật và trật tự nếu không có lực lượng cảnh sát, tránh các câu hỏi của giới truyền thông về các phương pháp thực thi pháp luật của cảnh sát; nhấn mạnh rằng cảnh sát sử dụng vũ lực tối thiểu, luôn tuân thủ các quy định khi thực hiện nghiệp vụ của mình. Vào tháng 11 năm 2019, ông đã trả lời phỏng vấn độc quyền với Đài Truyền hình Trung ương Trung Quốc trước Bầu cử Hội đồng quận Hồng Kông 2019, chỉ ra rằng nguyên thủ quốc gia Tập Cận Bình đã nói rất rõ rằng nhiệm vụ cấp bách nhất ở Hồng Kông hiện nay là ngăn chặn bạo lực và hỗn loạn, nguyên thủ quốc gia đã nói về ba sự ủng hộ [mà trung ương] dành cho Đặc khu trưởng, lực lượng cảnh sát, và nền tư pháp Hồng Kông.

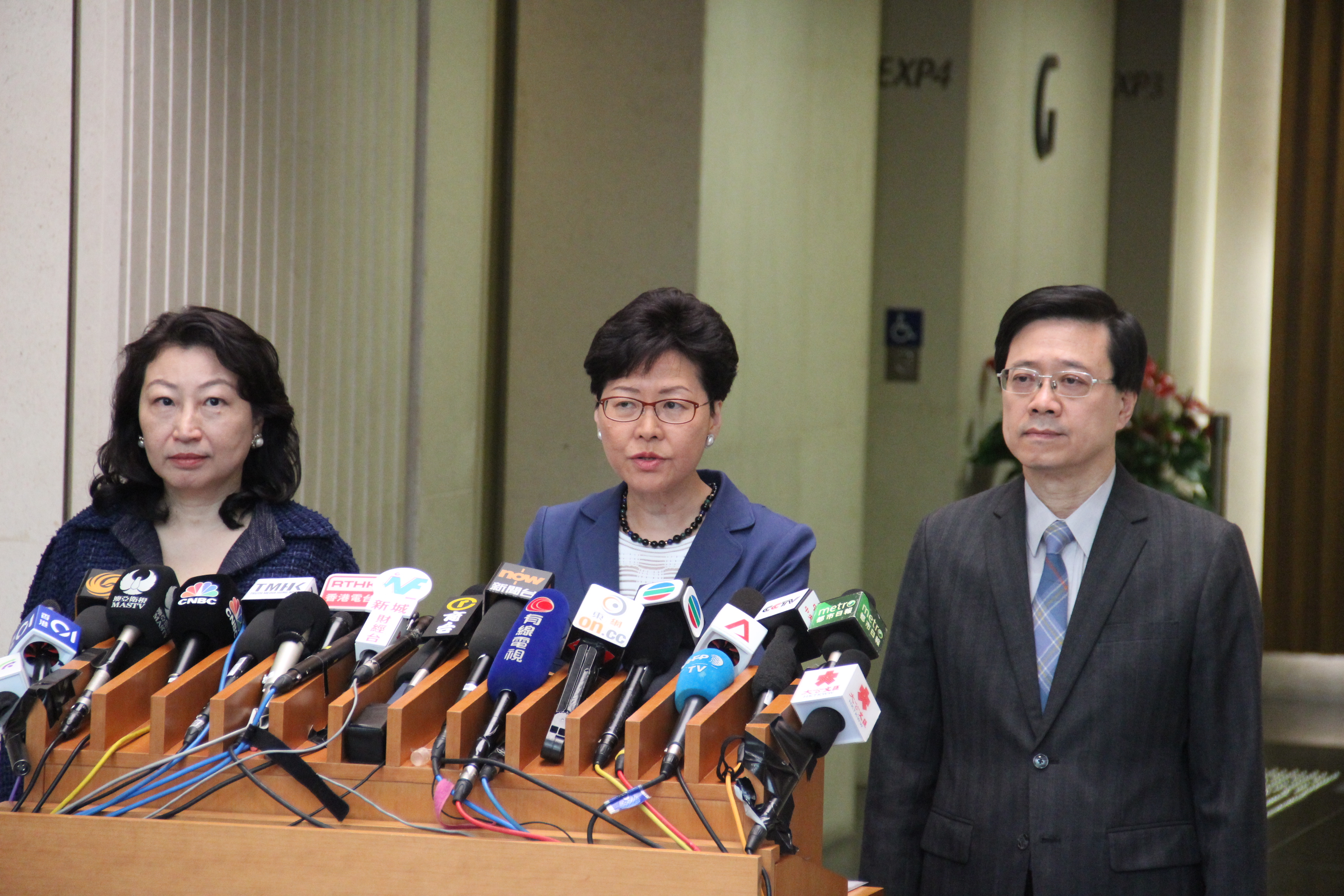
Trưởng quan Lâm Trịnh Nguyệt Nga (giữa), Ty trưởng Ty Công lý Trịnh Nhược Hoa (trái) và Lý Gia Siêu, 2019.

Vào ngày 24 tháng 5 năm 2020, sau khi Nhân Đại Trung Quốc thông qua Luật An ninh quốc gia Hồng Kông, Lý Gia Siêu đã đăng bài viết có liên quan với đạo luật này trên trang web của Cục Bảo an, chỉ ra rằng ông vô cùng lo ngại về những trường hợp liên quan đến chất nổ và hàng hóa nguy hiểm từ năm 2019 ở Hồng Kông, nhấn mạnh rằng có nhiều dấu hiệu cho thấy Hồng Kông đang có nguy cơ về các hoạt động khủng bố, và công chúng phải đối mặt với nó, không thể để khủng bố bén rễ ở Hồng Kông. Ông nhắc lại rằng chính quyền đang xem xét chặt chẽ tình hình và không loại trừ việc nâng cao mức độ đe dọa của các cuộc tấn công khủng bố; khi mức độ đe dọa khủng bố được nâng lên, cảnh sát có thể phải phong tỏa các địa điểm có nguy cơ cao, tiến hành tuần tra mật độ cao, lục soát đồ đạc cá nhân và tiến hành kiểm tra an ninh ở những nơi công cộng.

### Ty Chính vụ

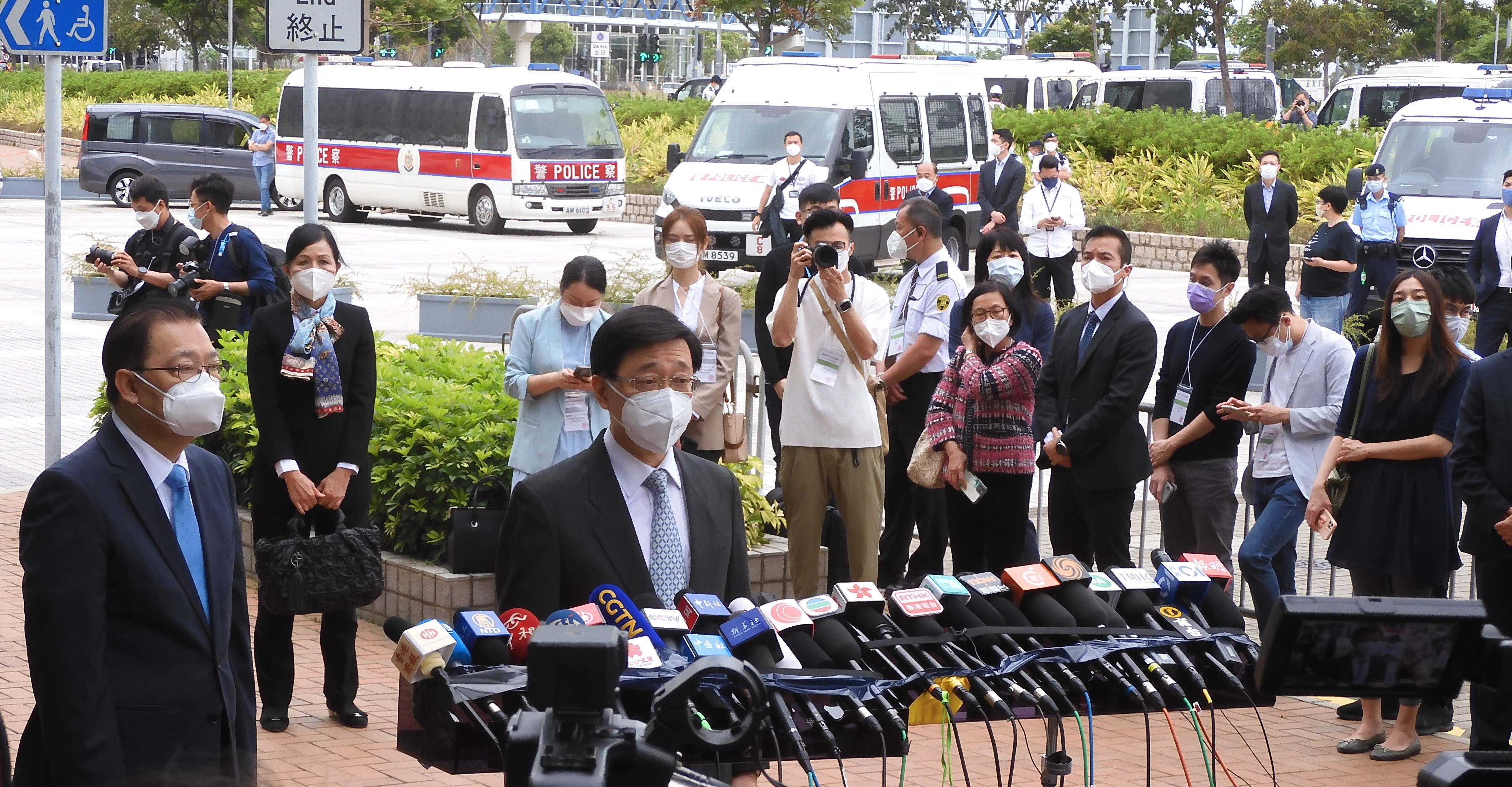
Lý Gia Siêu phát biểu về việc tranh cử Trưởng quan Hồng Kông.

Ngày 23 tháng 6 năm 2021, theo đề cử của Đặc khu trưởng Lâm Trịnh Nguyệt Nga, Quốc vụ viện Trung Quốc đã ban hành quyết định (Quốc nhân tự [2021] số 159), bổ nhiệm Lý Gia Siêu làm Ty trưởng Ty Chính vụ Hồng Kông, và cũng là cảnh sát đầu tiên đảm nhiệm vụ trí này trong lịch sử Hồng Kông. Trước đây, chức vụ này tại Hồng Kông luôn do một quan chức xuất thân là Hành chính viên (AO) đảm nhiệm. Có ý kiến cho rằng việc ông nhậm chức nghĩa là "tùy viên quân sự quản lý Hồng Kông", ngược lại thì có ý kiến chỉ ra rằng trên thực tế, trong thời kỳ thuộc địa của Anh, đã có nhiều Ty trưởng Chính vụ, Thống đốc xuất thân là cảnh sát hoặc Quân đội Anh. Từ ngày 28 tháng 6 đến ngày 1 tháng 7 năm 2021, Đặc khu trưởng Lâm Trịnh Nguyệt Nga đã dẫn đầu một số quan chức, trong đó có ông đến Bắc Kinh dự lễ kỷ niệm 100 năm ngày thành lập Đảng Cộng sản Trung Quốc. Vào ngày 6 tháng 7 năm 2021, ông được bổ nhiệm kiêm nhiệm làm Chủ nhiệm Ủy ban Xét duyệt tư cách ứng viên Đặc khu hành chính Hồng Không; các thành viên chính thức bao gồm Đặng Bính Cường, Tăng Quốc Vệ, Từ Anh Vĩ và các thành viên không chính thức bao gồm Lưu Tuân Nghĩa, Phạm Từ Lệ Thái và Lương Ái Thi.

## Trưởng quan Hồng Kông

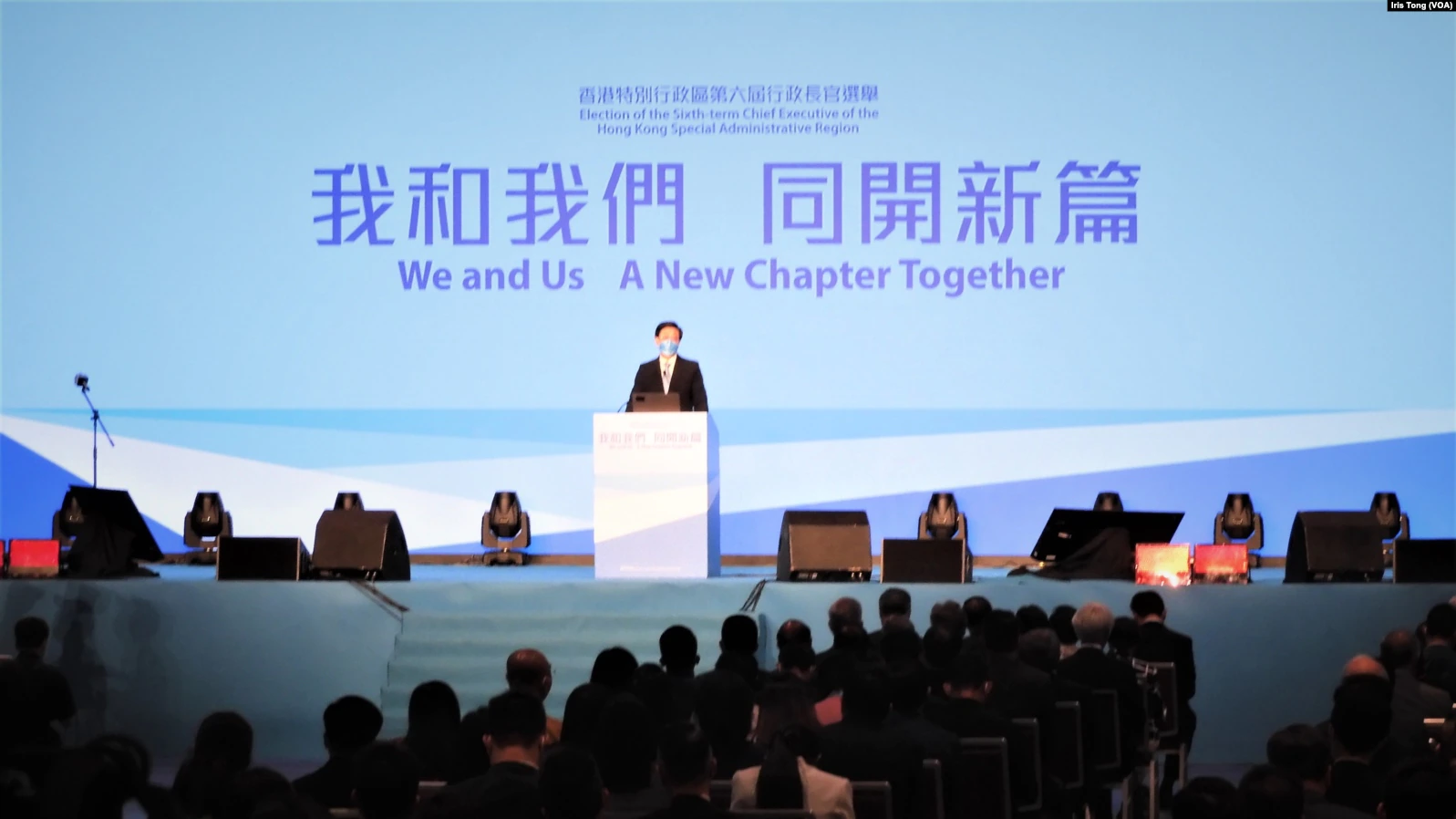
Lý Gia Siêu nêu chính sách cho Hồng Kông.

Vào ngày 3 tháng 4 năm 2022, một số phương tiện truyền thông tiết lộ rằng Lý Gia Siêu sẽ tham gia tranh cử vị trí lãnh đạo chính quyền cao nhất của Hồng Kông: Đặc khu trưởng. Sáng ngày 6 tháng 4 năm 2022, Văn phòng liên lạc của Chính phủ Nhân dân Trung ương Trung Quốc tại Hồng Kông họp với Ủy ban bầu cử, sau cuộc họp, Ủy ban bầu cử nói với giới truyền thông rằng Lý Gia Siêu là ứng cử viên duy nhất được chính quyền trung ương ủng hộ, đồng thời kêu gọi ủy ban bầu cử ủng hộ ông. Chiều cùng ngày, Lý Gia Siêu từ chức Ty trưởng Ty Chính vụ, tham gia vào cuộc bầu cử Trưởng quan năm 2022. Ngày 7 tháng 4, ông được Quốc vụ viện phê chuẩn và miễn nhiệm vị trí Ty Chính vụ, sau đó, ông chính thức tuyên bố ứng cử. Vào ngày 18 tháng 4, các phương tiện truyền thông xác nhận rằng ông đã trở thành ứng cử viên duy nhất cho chức vụ Đặc khu trưởng Hồng Kông.
Ngày 8 tháng 5 năm 2022, Lý Gia Siêu nhận được 1.416 phiếu ủng hộ trong cuộc bầu cử và được bầu làm Đặc khu trưởng Hồng Kông thứ sáu, với tỷ lệ phiếu bầu 99,16%, cao nhất từ trước đến thời điểm này của lịch sử Hồng Kông. Cùng ngày, sau khi được bầu làm Đặc khu trưởng, ông cùng vợ là Lâm Lệ Thiền đã phát biểu trước công chúng, gửi lời cảm ơn tới người dân, chúc mừng Ngày của Mẹ đến tất cả các bà mẹ ở Hồng Kông. Ông chính thức nhậm chức vào ngày 1 tháng 7 năm 2022.

## Đời tư

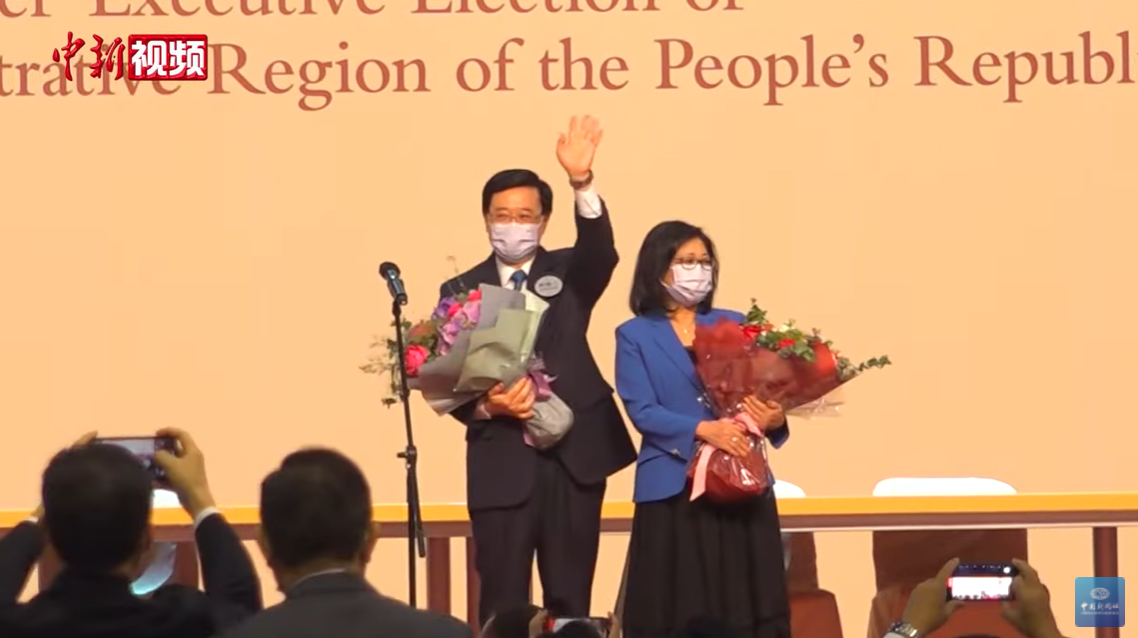
Lý Gia Siêu và Lâm Lệ Thiền trước công chúng năm 2022.

Trong quá trình học ở Hoa Nhân Cửu Long, Lý Gia Siêu và Lâm Lệ Thiền (Janet Lam Lai-sim) gặp nhau ở buổi khiêu vũ của câu lạc bộ trường, hẹn hò và yêu nhau. Hai người sinh con đầu lòng là Lý Văn Long (Gilbert Lee Man-lung) vào năm 1978, sau đó kết hôn năm 1980, có con trai thứ hai là Lý Văn Tuấn năm 1984. Vợ và hai con của ông đều mang hai quốc tịch là Anh và Trung Quốc. Vào tháng 6 năm 1990, Lý Gia Siêu được con trai cả là Lý Văn Long, 12 tuổi đề cử và được chọn vào "Top 10 hình ảnh mới của những ông bố hiện đại" của Hồng Kông. Hai anh em Lý Văn Long và Lý Văn Tuấn đều theo học và tốt nghiệp Cao đẳng Hoa Nhân Cửu Long và Đại học Hồng Kông. Lý Văn Long lấy bằng Thạc sĩ Kinh tế và Quản trị kinh doanh tại Đại học Trung văn Hồng Kông và INSEAD, đồng thời có chứng chỉ của Chartered Financial Analyst, làm việc tại Citibank, Bank of America và các tổ chức khác. Người con thứ Lý Văn Tuấn làm việc trong một công ty công nghệ thông tin và sau đó là ở ngân hàng, giữ các vị trí quản lý kiểm toán hệ thống thông tin tại Ngân hàng Trung Quốc, HSBC, để rồi hợp tác với Lý Thắng Đôi, Ủy viên Chính Hiệp Hồng Hông để mở một trường mẫu giáo tư nhân ở Đông Hoản, Quảng Đông năm 2018.

## Đánh giá và giai thoại

### Đánh giá
Về sự nghiệp chính trị, Lý Gia Siêu nhận được nhiều đánh giá từ công chúng, giới truyền thông và các đảng phái, có cả ủng hộ lẫn phản đối. Về phía ủng hộ, tiêu biểu có Phó Chủ tịch Hội liên hiệp Hoa Kiều Lư Văn Đoan nhận định rằng Lý Gia Kiệt là ứng cử viên thích hợp cho chức vụ Đặc khu trưởng Hồng Kông, chỉ ra rằng Hồng Kông áp dụng tương tự mô hình Ma Cao, đặc khu có Đặc khu trưởng đương nhiệm Hạ Nhất Thành là ứng cử viên duy nhất đạt đủ quy chuẩn đề cử từ Ủy ban bầu cử, và việc bầu cử một ứng ứng cử viên phù hợp nhất với tình hình ở Hồng Kông vào thời điểm này. Báo Hong Kong 01 đưa tin Lý Gia Siêu, dẫn chiếu tạp chí Hoa Nhân Cửu Long để đề cập việc ông từng là thanh niên "bốn mắt" thời trẻ và trở thành người thành công, lãnh đạo Hồng Kông đương đại. Về phía phản đối, một số vụ việc có thể kể tới như trong những ngày đầu của biểu tình tại Hồng Kông 2019–20, vào tháng 6 năm 2019, Hong Kong 01 đã đăng một bài bình luận, chỉ ra rằng "có một thảm họa mang tên Lý Gia Siêu", chỉ trích rằng ông thiếu khôn ngoan chính trị, lặp đi lặp lại sai lầm, yêu cầu ông từ chức Cục trưởng Cục Bảo an. Vào tháng 9 cùng năm, Hong Kong 01 lại đăng một bài bình luận, cho rằng chính quyền Lâm Trịnh Nguyệt Nga cần tái cơ cấu đội ngũ, chỉ ra rằng Lý Gia Siêu đã có hành động tồi tệ và cần phải chịu trách nhiệm và từ chức.

### Vấn đề quốc tế
Vào ngày 7 tháng 8 năm 2020, Bộ Ngân khố Hoa Kỳ đã công bố các biện pháp trừng phạt đối với 11 quan chức đại lục và Hồng Kông vì cho rằng các quan chức này gây tổn hại đến quyền tự trị của Hồng Kông, trong số 11 người này có Lý Gia Siêu và Đặc khu trưởng Lâm Trịnh Nguyệt Nga. Biện pháp trừng phạt là đóng băng tài sản tại Hoa Kỳ, cho phép bất kỳ ngân hàng nào hoạt động tại Hoa Kỳ cũng có thể đóng băng tài sản của người bị trừng phạt.

### Giai thoại
Lý Gia Siêu có giai thoại về tên của mình. Trong cách phát âm tiếng Quảng Đông, tên của ông được phát âm là "Lee Ka-chiu", được ví với tên một nhân vật trong tác phẩm đến từ Nhật Bản là Pikachu của Pokémon bởi cách phát âm. Với vấn đề này, Lý Gia Siêu không tỏ ra bất mãn hoặc phản đối cách gọi. Ngoài ra, một bài báo do truyền thông Nhật Bản là Sankei Shimbun phát hành vào ngày 29 tháng 4 năm 2022, do Phó Tổng biên tập Fujimoto Shinya, người am hiểu về các vấn đề thời sự ở Hồng Kông viết, tiêu đề đã viết và liên kết tên của Lý Gia Siêu với katakana của Pikachu, tức là "ピカチュウ", bài báo này xuất hiện trong cả ấn bản in và trực tuyến.